# Catocala oberthürii
Catocala oberthürii là một loài bướm đêm trong họ Erebidae.